# Seleuco IV Filopátor
Seleuco IV Filopátor (do gr: Σέλευκος Φιλοπάτωρ, "que ama a seu pai" ) (236 a.C.-176 a.C.), foi o sétimo rei da dinastia Selêucida. Era filho do rei Antíoco III Magno e da rainha Laódice (filha do rei Mitrídates II do Ponto). Antíoco III era filho de Seleuco II Calínico.
Ele sucedeu seu pai no terceiro ano da 148a olimpíada (186 a.C.), e reinou por doze anos, até o primeiro ano da 151a olimpíada (176 a.C.); ele viveu um total de sessenta anos. Ao morrer, ele foi sucedido por seu irmão Antíoco IV Epifânio. Embora o império que herdou não fosse tão grande como o de seu pai antes da guerra com Roma (190-189), ele ainda era de tamanho considerável consistindo da Síria (incluindo a Cilícia e a Palestina), Mesopotâmia, Babilônia, Pérsia e Média.

## Reinado
Em 196 a.C., a Trácia fora adicionada ao Império Selêucida, da qual Seleuco fora nomeado governador. No ano de 190 a.C. ele cercou a cidade de Pérgamo, aliada de Roma e tomou parte na Batalha de Magnésia, na qual os romanos saíram vitoriosos. Em 189 a.C. torna-se co-governador de seu pai.
Com a morte do rei Antíoco em 3 de julho de 187 a.C.,[carece de fontes?] lutando contra os persas em Ilam, Seleuco torna-se rei  e tenta restaurar o Império por meios diplomáticos. Casou sua filha Laódice com o rei macedônio Perseu, o que foi considerado pelo rei Eumenes II de Pérgamo como um ato anti-romano. No mesmo ano, [carece de fontes?] ele enviou seu filho Demétrio I Sóter como refém a Roma; em contrapartida, seu irmão, Antíoco IV Epifânio voltou de lá.
Em 175 a.C., ele viu-se compelido por necessidades financeiras, criadas em grande parte pela pesada indenização de guerra exigida por Roma, a prosseguir com uma política ambiciosa. Por instigação de Apolônio, dá ordem ao seu comandante Heliodoro para obter dinheiro no Templo de Jerusalém, mas ele encontrou oposição do sumo sacerdote Onias e retornou. Em 3 de setembro desse ano, o rei Seleuco foi assassinado por Heliodoro. O reino foi tomado por seu irmão mais novo Antíoco IV Epifânio, que havia passado onze anos em Roma como refém. Ao retornar de Roma, Antíoco Epifânio matou a Heliodoro. Como o verdadeiro herdeiro Demétrio I Sóter, filho de Seleuco IV, estava sendo mantido como refém em Roma, uma criança, Antíoco, filho de Seleuco IV, foi formalmente o rei por alguns anos até que Epífanes o matou.
Árvore genealógica dos selêucidas:
|  |  |                     |                     |                     |                     |                     |                     |  |  |                      |                      |                      |                      |                      |                      |  |  | Antíoco II Teos   |                   |                   |                   |                   |                   |                   |                   |                     |                     |                     |                     |                     |                     |                 |                 |                 |                 |  |  |  |  |  |  |  |  |  |  |  |  |
|  |  |                     |                     |                     |                     |                     |                     |  |  |                      |                      |                      |                      |                      |                      |  |  |                   |                   |                   |                   |                   |                   |                   |                   |                     |                     |                     |                     |                     |                     |                 |                 |                 |                 |  |  |  |  |  |  |  |  |  |  |  |  |
|  |  |                     |                     |                     |                     |                     |                     |  |  |                      |                      |                      |                      |                      |                      |  |  |                   |                   |                   |                   |                   |                   |                   |                   |                     |                     |                     |                     |                     |                     |                 |                 |                 |                 |  |  |  |  |  |  |  |  |  |  |  |  |
|  |  |                     |                     |                     |                     |                     |                     |  |  | Seleuco II Calínico  | Seleuco II Calínico  | Seleuco II Calínico  | Seleuco II Calínico  | Seleuco II Calínico  | Seleuco II Calínico  |  |  | Antíoco Hierax    | Antíoco Hierax    | Antíoco Hierax    | Antíoco Hierax    | Antíoco Hierax    | Antíoco Hierax    |                   |                   | Antíoco             | Antíoco             | Antíoco             | Antíoco             | Antíoco             | Antíoco             |                 |                 |                 |                 |  |  |  |  |  |  |  |  |  |  |  |  |
|  |  |                     |                     |                     |                     |                     |                     |  |  | Seleuco II Calínico  | Seleuco II Calínico  | Seleuco II Calínico  | Seleuco II Calínico  | Seleuco II Calínico  | Seleuco II Calínico  |  |  | Antíoco Hierax    | Antíoco Hierax    | Antíoco Hierax    | Antíoco Hierax    | Antíoco Hierax    | Antíoco Hierax    |                   |                   | Antíoco             | Antíoco             | Antíoco             | Antíoco             | Antíoco             | Antíoco             |                 |                 |                 |                 |  |  |  |  |  |  |  |  |  |  |  |  |
|  |  |                     |                     |                     |                     |                     |                     |  |  |                      |                      |                      |                      |                      |                      |  |  |                   |                   |                   |                   |                   |                   |                   |                   |                     |                     |                     |                     |                     |                     |                 |                 |                 |                 |  |  |  |  |  |  |  |  |  |  |  |  |
|  |  | Seleuco III Cerauno | Seleuco III Cerauno | Seleuco III Cerauno | Seleuco III Cerauno | Seleuco III Cerauno | Seleuco III Cerauno |  |  |                      |                      |                      |                      |                      |                      |  |  | Antíoco III Magno | Antíoco III Magno | Antíoco III Magno | Antíoco III Magno | Antíoco III Magno | Antíoco III Magno |                   |                   |                     |                     |                     |                     |                     |                     |                 |                 |                 |                 |  |  |  |  |  |  |  |  |  |  |  |  |
|  |  | Seleuco III Cerauno | Seleuco III Cerauno | Seleuco III Cerauno | Seleuco III Cerauno | Seleuco III Cerauno | Seleuco III Cerauno |  |  |                      |                      |                      |                      |                      |                      |  |  | Antíoco III Magno | Antíoco III Magno | Antíoco III Magno | Antíoco III Magno | Antíoco III Magno | Antíoco III Magno |                   |                   |                     |                     |                     |                     |                     |                     |                 |                 |                 |                 |  |  |  |  |  |  |  |  |  |  |  |  |
|  |  |                     |                     |                     |                     |                     |                     |  |  |                      |                      |                      |                      |                      |                      |  |  |                   |                   |                   |                   |                   |                   |                   |                   |                     |                     |                     |                     |                     |                     |                 |                 |                 |                 |  |  |  |  |  |  |  |  |  |  |  |  |
|  |  |                     |                     |                     |                     |                     |                     |  |  | Seleuco IV Filopátor | Seleuco IV Filopátor | Seleuco IV Filopátor | Seleuco IV Filopátor | Seleuco IV Filopátor | Seleuco IV Filopátor |  |  |                   |                   |                   |                   |                   |                   |                   |                   | Antíoco IV Epifânio | Antíoco IV Epifânio | Antíoco IV Epifânio | Antíoco IV Epifânio | Antíoco IV Epifânio | Antíoco IV Epifânio |                 |                 |                 |                 |  |  |  |  |  |  |  |  |  |  |  |  |
|  |  |                     |                     |                     |                     |                     |                     |  |  | Seleuco IV Filopátor | Seleuco IV Filopátor | Seleuco IV Filopátor | Seleuco IV Filopátor | Seleuco IV Filopátor | Seleuco IV Filopátor |  |  |                   |                   |                   |                   |                   |                   |                   |                   | Antíoco IV Epifânio | Antíoco IV Epifânio | Antíoco IV Epifânio | Antíoco IV Epifânio | Antíoco IV Epifânio | Antíoco IV Epifânio |                 |                 |                 |                 |  |  |  |  |  |  |  |  |  |  |  |  |
|  |  |                     |                     |                     |                     |                     |                     |  |  |                      |                      |                      |                      |                      |                      |  |  |                   |                   |                   |                   |                   |                   |                   |                   |                     |                     |                     |                     |                     |                     |                 |                 |                 |                 |  |  |  |  |  |  |  |  |  |  |  |  |
|  |  |                     |                     |                     |                     |                     |                     |  |  | Demétrio I Sóter     | Demétrio I Sóter     | Demétrio I Sóter     | Demétrio I Sóter     | Demétrio I Sóter     | Demétrio I Sóter     |  |  |                   |                   |                   |                   | Antíoco V Eupátor | Antíoco V Eupátor | Antíoco V Eupátor | Antíoco V Eupátor | Antíoco V Eupátor   | Antíoco V Eupátor   |                     |                     | Alexandre Balas     | Alexandre Balas     | Alexandre Balas | Alexandre Balas | Alexandre Balas | Alexandre Balas |  |  |  |  |  |  |  |  |  |  |  |  |